# Psapharochrus leucodryas
Psapharochrus leucodryas là một loài bọ cánh cứng trong họ Cerambycidae.